# ويليام د. موراي
ويليام د. موراي (بالإنجليزية: William D. Murray)‏ هو لاعب كرة قدم أمريكية أمريكي، ولد في 9 سبتمبر 1908 في روكي ماونت في الولايات المتحدة، وتوفي في 29 مارس 1986.

## وصلات خارجية
- ويليام د. موراي على موقع قاعة كارولاينا الشمالية للمشاهير الرياضية (الإنجليزية)